# Platygaster matuschanskavaskyi
Platygaster matuschanskavaskyi är en stekelart som beskrevs av Peter Neerup Buhl 2003. Platygaster matuschanskavaskyi ingår i släktet Platygaster och familjen gallmyggesteklar. Inga underarter finns listade i Catalogue of Life.